# لیژوا
لیژوا (به لاتین: Lizhou District) یک سکونتگاه مسکونی در جمهوری خلق چین است که در گوانگیوان واقع شده‌است.